# 宽羽贯众
宽羽贯众（学名：Cyrtomium fortunei f. latipinna）为鳞毛蕨科贯众属贯众下的一个变型。

## 扩展阅读
- 維基物種上的相關：宽羽贯众